# FC Codru Lozova
O FC Codru Lozova é um clube de futebol com sede em Lozova, Moldávia. A equipe compete no Campeonato Moldavo de Futebol.

## História
O clube foi fundado em 2010.